# Spirit of John Morgan
Spirit of John Morgan war eine britische Rockgruppe.

## Geschichte

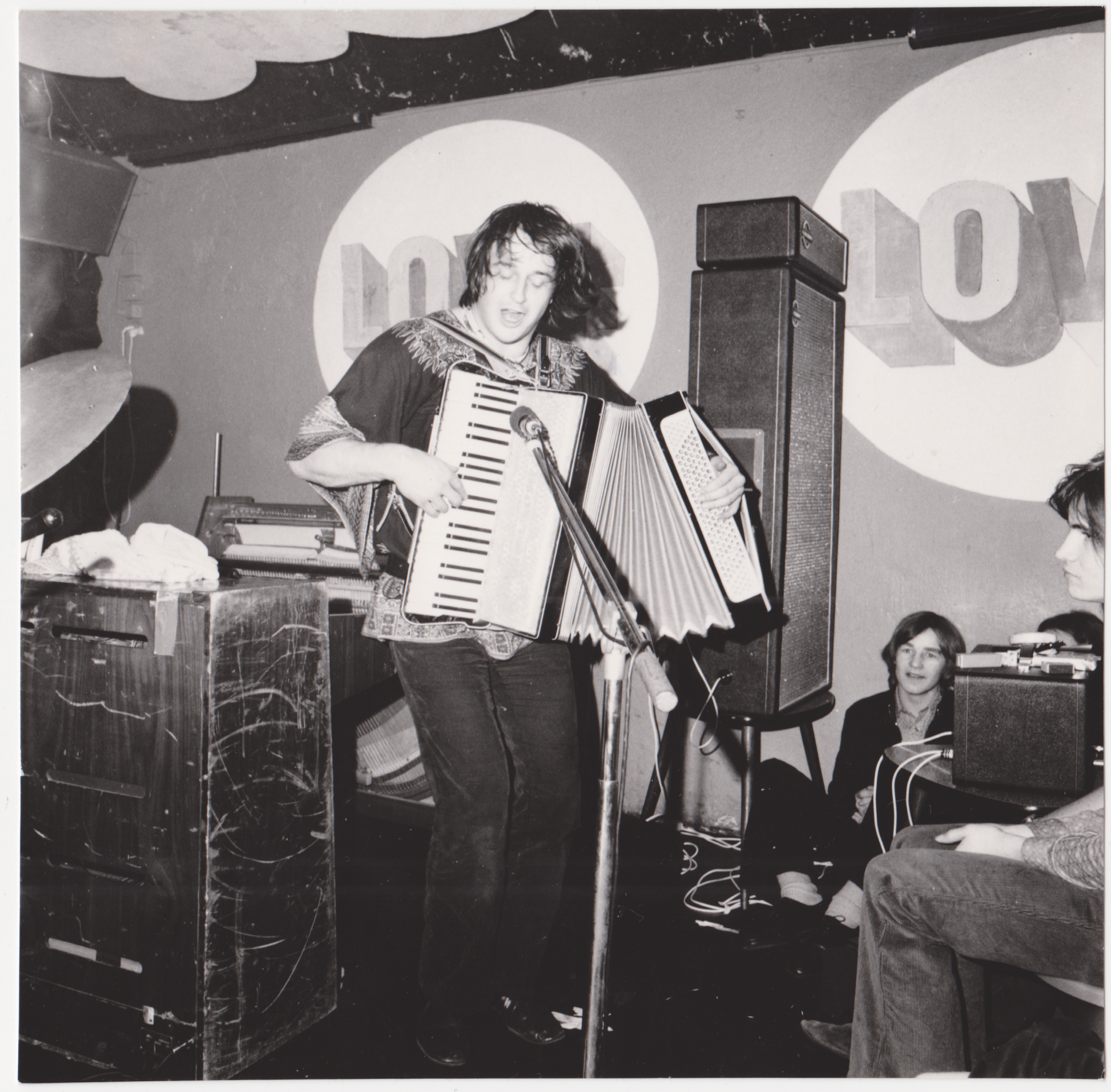
John Morgen am Akkordeon während des Auftritts der Band im Pop Pot Club in Olten 1971; links hinten ist auch seine lädierte Orgel zu sehen.

Die Band um Keyboarder John Morgan (* 1948; † 2007) formierte sich im Dezember 1968; sie war Ende der 1960er Jahre und Anfang der 1970er Jahre erfolgreich. Ihr Musikstil kann umschrieben werden mit Crossover-Progressive Rock, vermischt mit Blues, Folk und Pop. Ihre Auftritte waren geprägt von Comedy Numbers, das heißt, sie trieben ihre Späße auf der Bühne. Spirit of John Morgan veröffentlichte drei Alben beim Label Carnaby.
In der ursprünglichen Formation setzte sich die Gruppe aus John Morgan (Klavier, Orgel, Akkordeon, Gesang), Don Whitaker (Sologitarre, Gesang), Mick Walker (Gesang, Percussion), Phil Curtis (Bass) und Phil Shutt (Schlagzeug) zusammen.
Spirit of John Morgan tourten ab 1968 durch Großbritannien und  traten unter anderem im Londoner Marquee Club auf, erstmals im März 1968.
Während einer Tournee 1971 durch die Schweiz bestand die Gruppe neben John Morgan aus Trevor Thomas (Gitarre), Phil Shutt (Bass) und Mick Walker (Schlagzeug). Auf den 1. und 2. Januar 1971 waren sie zum Super Pop Festival im Casino Montreux eingeladen. Betreut vom Management der Zürcher Konzertagentur Good News Productions AG, gaben sie Konzerte am Freitag, 26. Februar 1971 im Pop Pot Club in Olten und am Samstag, 27. Februar sowie am Montag, 1. März 1971 am Künstlermaskenball im Zürcher Kongresshaus.
Anfang 1980 ließ sich John Morgan in Saint-Tropez nieder, wo er bis Ende 2000 jeweils abends im legendären Nachtclub «Papagayo» die Gäste unterhielt.
Zudem gab er vereinzelte Konzerte, so spielte John Morgan am 7. Juli 2002 und am 2. Juli 2006 im Rahmen des Montreux Jazz Festivals auf dem Blues- und Gospel Boat.

## Diskografie

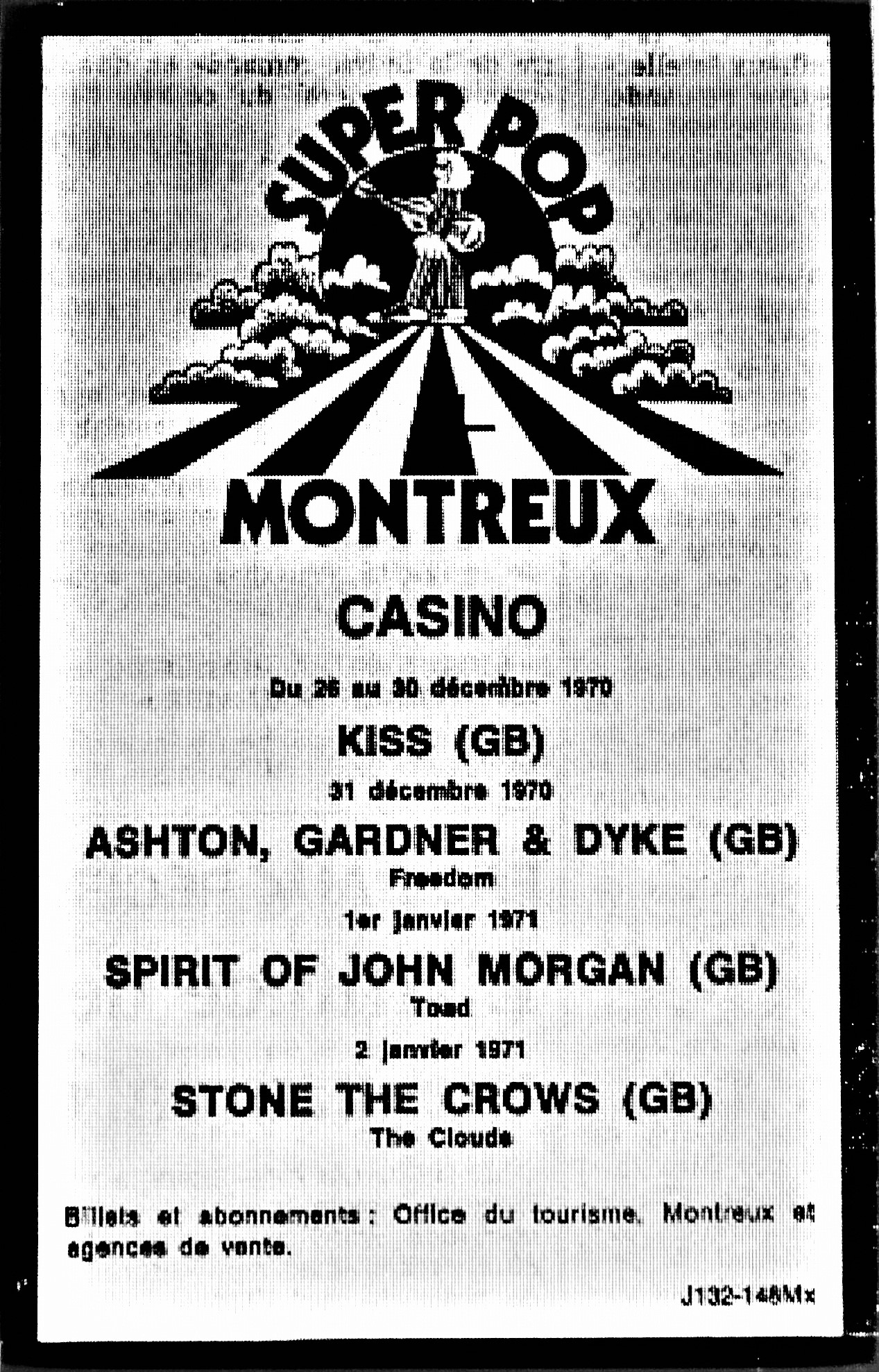
Programm des Super Pop Festivals im Casino Montreux 1971

- 1969: Spirit of John Morgan (Carnaby)
- 1970: Age Machine (Carnaby)
- 1972: Kaleidoscope (Carnaby)